# Vedad Ibišević
Vedad Ibišević, bosanski nogometaš in trener, * 6. avgust 1984, Vlasenica.

## Življenjepis
Trenutno je član nemškega prvoligaša Hertha BSC. Vedad se je rodil v manjšem kraju na vzhodu BIH,ki leži dobrih 70 km južno od Tuzle. Leta 2000 se je z družino iz Tuzle preselil v Švico in nato po skoraj enem letu v ameriški St. Louis. Tam je tudi začel svojo nogometno pot. Doslej je igral v treh državah za 8 klubov. Za nogometno reprezentanco Bosne in Hercegovine je debitiral 27.marca 2007 proti Norveški. Od tujih jezikov pa Ibišević govori nemško, angleško in francosko. Vedad je prvi nogometaš BIH, ki je zabil kak gol na velikih tekmovanjih. Na dvajsetem SP je na prvi tekmi skupine F v Riu de Janeiru na stadionu Maracana proti Argentini dal edini gol pri porazu (1:2) .